# George Maduro
George John Lionel Maduro (Willemstad, 15 de julio de 1916-Campo de concentración de Dachau, 8 de febrero de 1945) fue un estudiante de Derecho neerlandés que sirvió como oficial en la batalla de los Países Bajos de 1940 durante la Segunda Guerra Mundial, en la que se distinguió al repeler el ataque alemán a La Haya. Se le concedió póstumamente la medalla de Caballero de 4.ª clase de la Orden Militar de Guillermo, la condecoración militar más alta y más antigua del Reino de los Países Bajos. Sus actos heroicos están incluidos en el Canon de los Países Bajos. 
La ciudad en miniatura de Madurodam lleva su nombre, así como la zona de Maduroplein en Scheveningen, La Haya.

## Biografía

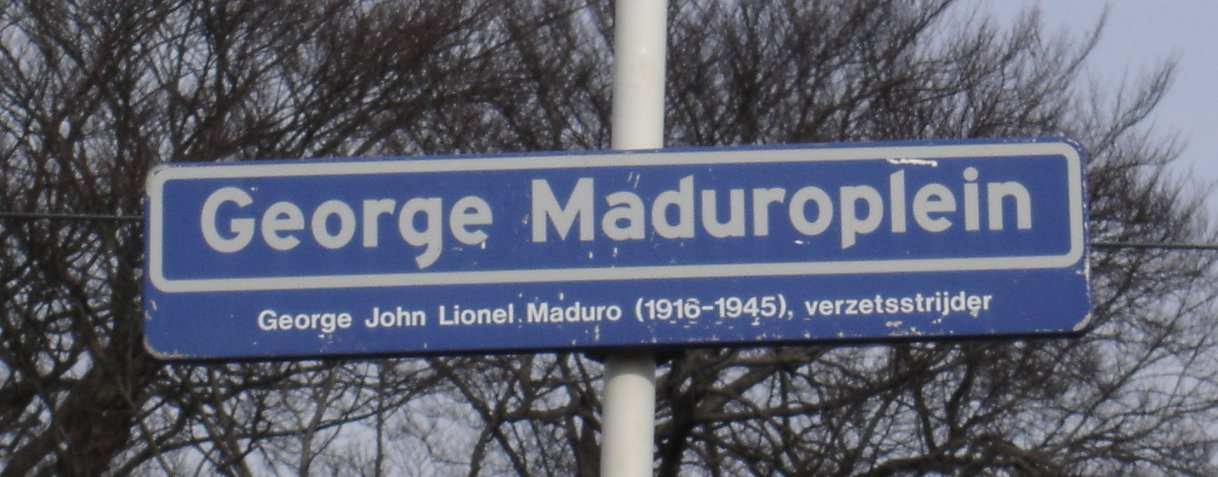
Signo de la calle George Maduroplein en Scheveningen

George John Lionel Maduro nació el 15 de julio de 1916 en Willemstad, en la neerlandesa Colonia de Curazao y Dependencias. Era el único hijo de Joshua y Rebecca Maduro, una pareja de ascendencia judía sefardí.
El 21 de noviembre de 1939, un par de semanas después de la invasión alemana de Polonia, provocando la movilización de la reserva militar neerlandesa, Maduro fue nombrado segundo teniente de caballería en la reserva. Tenía 23 años y era estudiante de Derecho en la Universidad de Leiden cuando la Alemania nazi invadió los Países Bajos el 10 de mayo de 1940.
En la batalla de los Países Bajos estuvo acuartelado con los húsares neerlandeses en La Haya como oficial de la reserva. Bajo su mando, las tropas alemanas estacionadas en Rijswijk fueron derrotadas y sus paracaidistas capturados.

Mayo de 1946: — 
El 10 de mayo de 1940 se distinguió en la batalla por sus actos de valor, ingenio y lealtad. Como comandante de un pelotón de jóvenes soldados, planeó y preparó con gran habilidad y por iniciativa propia el ataque a la villa "Leeuwenburg" ocupada por el enemigo, detrás del Vliet, en Riijswijk. Con considerable valor, al frente de dos grupos de jóvenes soldados, cruzó el puente sobre el Vliet bajo el fuego de las ametralladoras enemigas, dirigió personalmente el ataque a la base fortificada (Villa "Leeuwenburg") y, durante el asalto, fue el primero en abrirse paso, rompiendo la resistencia y tomando prisioneros a los ocupantes.

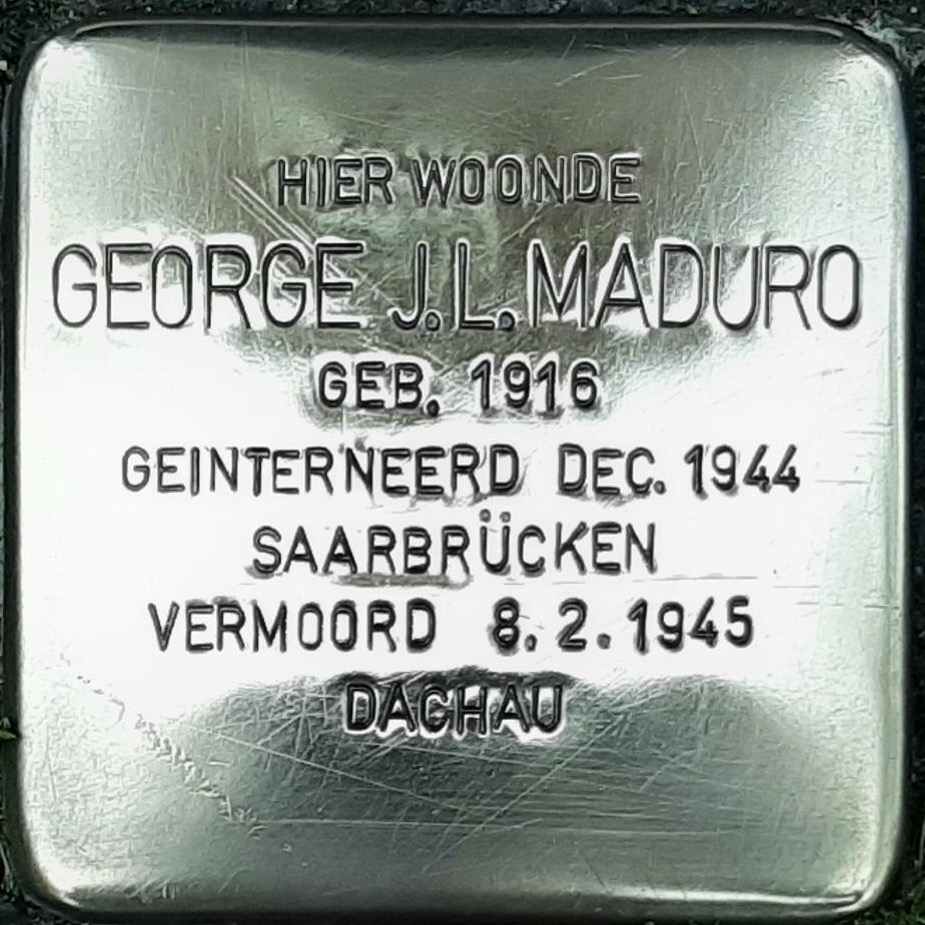
Stolperstein para George Maduro Scheveningen

El 15 de mayo de 1940, tras la capitulación del Ejército neerlandés, Maduro fue detenido por tropas alemanas y encarcelado en el Oranjehotel, la prisión de Scheveningen, en La Haya.
Cuando fue liberado medio año después, las fuerzas de ocupación alemanas exigieron que todos los judíos llevaran la estrella de David en su ropa. Maduro se negó y se unió a la resistencia neerlandesa. Participó activamente en el traslado secreto de pilotos aliados interceptados por los alemanes al Reino Unido a través de España. Después de numerosas operaciones exitosas, fue finalmente capturado por las tropas alemanas y encarcelado nuevamente, esta vez en Estrasburgo.
En 1943, el neerlandés logró escapar de la prisión, en lo que fue descrito como una atrevida fuga, y se reincorporó a la resistencia con la intención de trasladarse a Londres para alistarse al Ejército británico. Sin embargo, fue traicionado en la frontera entre Bélgica y Francia por un colaborador belga y vuelto a ser capturado, esta vez por la Gestapo, que lo mandó a Neue Bremm, el campo de prisioneros de la Gestapo en Saarbrücken, cerca de la frontera francesa. Durante un bombardeo aliado, el ala de la cárcel donde se encontraba Maduro recibió un impacto directo, propiciando su liberación junto a otros prisioneros. En lugar de huir, se apresuró a rescatar a un prisionero herido que había quedado sepultado bajo los escombros, y fue capturado de nuevo durante esta acción.

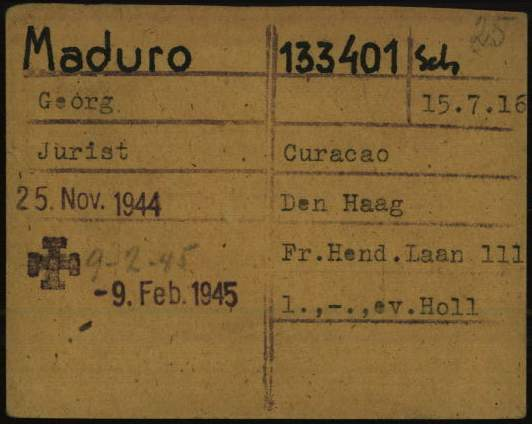
Ficha de registro de George Maduro como prisionero del campo de concentración nazi de Dachau

Desde Neue Bremm, Maduro fue obligado a emprender una marcha de la muerte al campo de concentración de Dachau. Allí, en febrero de 1945, apenas tres meses antes de la liberación del campo por el Séptimo Ejército estadounidense, murió de tifus. Se presume que está enterrado en el cementerio del campamento.

## Legado

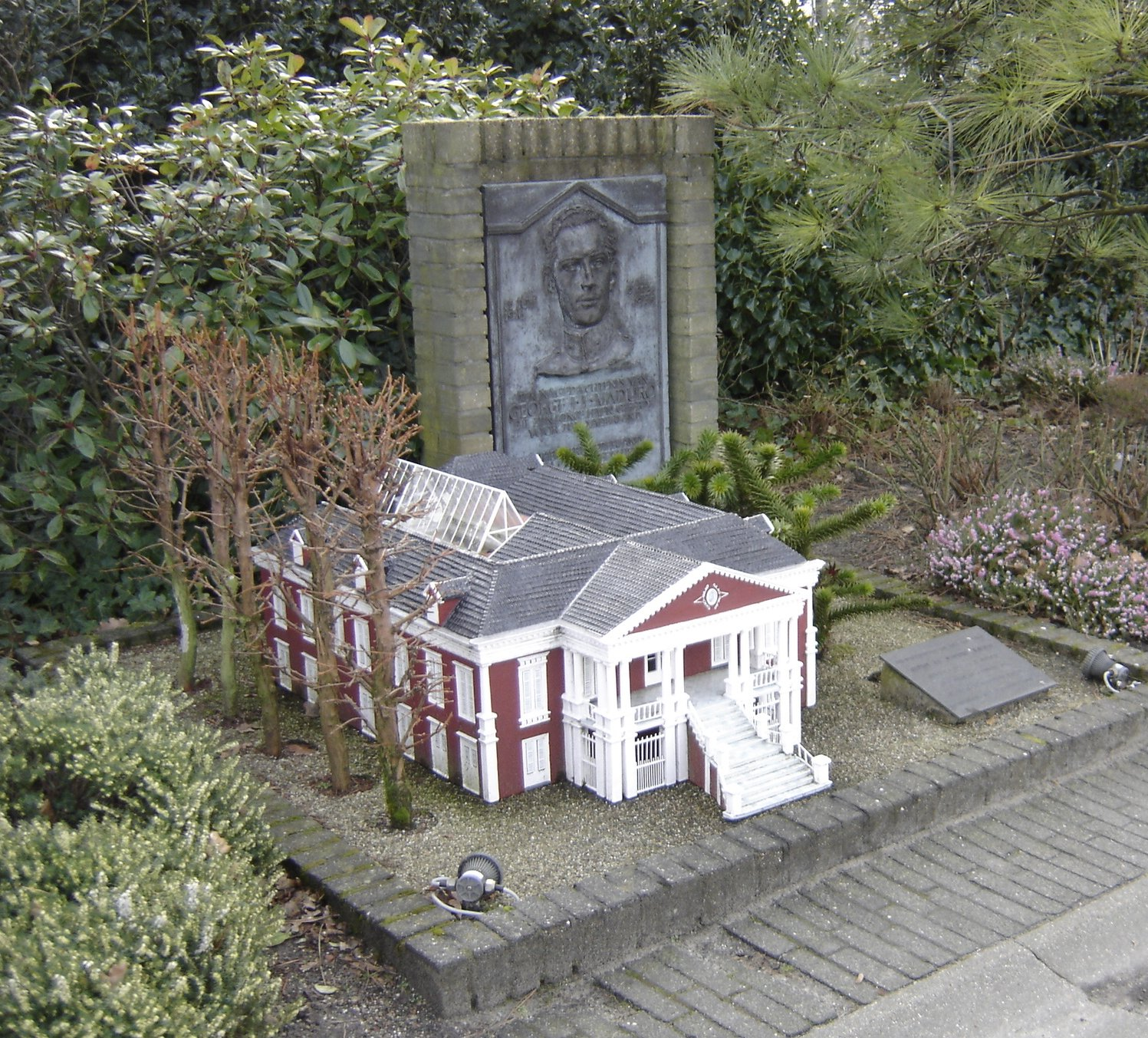
Maqueta del lugar de nacimiento de George Maduro a finales del en Madurodam

Maduro es la única persona neerlandesa de ascendencia antillana que ha sido condecorada con la medalla de Caballero (4.ª  clase) de la Orden Militar de Guillermo, que le fue otorgada póstumamente.
Después de la Segunda Guerra Mundial, los padres de Maduro donaron el capital inicial necesario para la construcción de Madurodam, una ciudad en miniatura que se inauguró en 1952 y que pretendían que sirviera como monumento en honor a George, su único hijo. En 1993, se construyó en el parque una maqueta de su lugar de nacimiento en Curazao. La totalidad de las ganancias netas del parque se donan cada año a varias organizaciones benéficas en los Países Bajos.
Un documental sobre la vida de Maduro fue realizado en 2001 por el periodista Alfred Edelstein.
El artista belga Franky Drappier adaptó su vida en una novela gráfica de 2016.
El 1 de septiembre de 2022 se estrenó en La Haya una ópera sobre Maduro.

## Publicaciones
- Kathleen Brandt-Carey: Un caballero sin miedo y más allá de todo reproche. La vida de Jorge Maduro 1916-1945. Houten, Espectro, 2016. ISBN 978-90-00-34962-3